# 언싱커블 작전

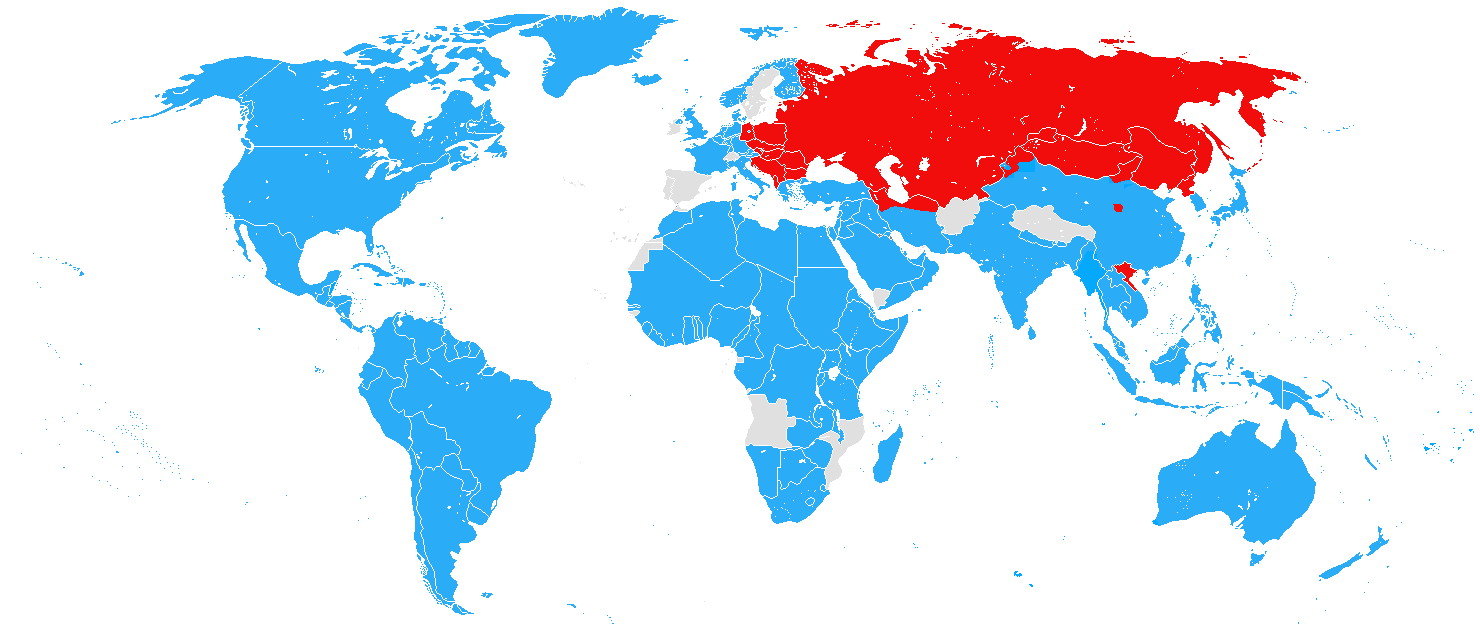
1945년 9월, 미군과 연합군 (파란색)과 소련과 동맹국 (빨간색)의 영토.

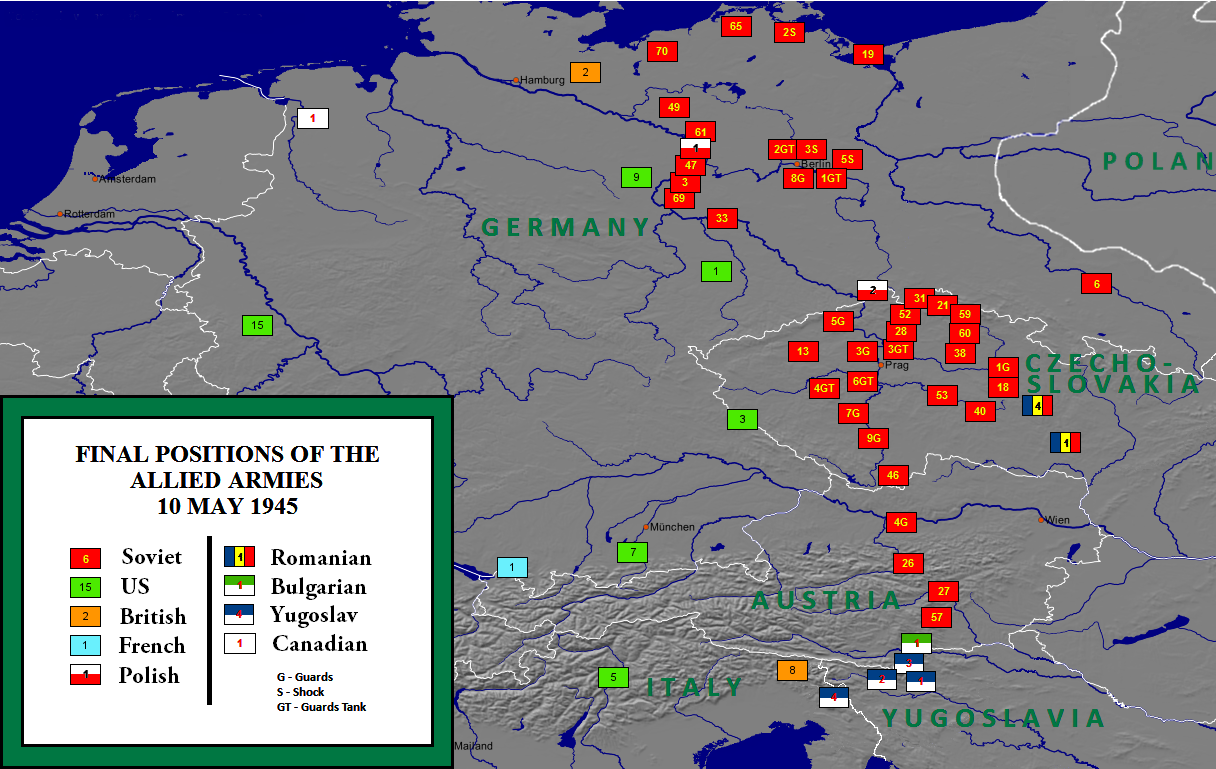
1945년 5월 10일의 연합군 군대 위치.

언싱커블 작전(영어: Operation Unthinkable 오퍼레이션 언싱커블[*])은 1945년 영국 참모장위원회가 소련에 대항해 개발한 두 가지 차후 전쟁 계획의 코드명이다. 이 작전계획은 실행되지 않았다. 계획은 1945년 5월 영국의 총리 윈스턴 처칠의 명령으로 개발되기 시작해 영국 참모장위원회는 같은 달 유럽의 제2차 세계 대전 종전이 올 무렵 개발했다.
두 계획 중 하나는 독일 내의 소련군을 기습 공격해 "미국과 대영제국의 의지를 러시아에게 관철한다"는 의도를 가정했다. 여기서 '의지'란 그전에 서명되었던 얄타 회담의 내용을 시행하는 "폴란드를 향한 정당한 거래"를 말하는 것이었다. 하지만 계획 수립자들은 미국의 도움 없이는 영국 혼자서 작전을 수행할 수 없을 것이라 분석했다. 1945년 6월 9일 영국 육군참모총장이 서명한 평가서에서는 "신속하지만 제한적인 성공을 거둔다는 목표는 우리의 능력을 넘어서며 분명히 엄청난 확률로 장기간의 전쟁에 빠지게 될 것이다"라고 분석했다. 언싱커블이라는 암호명은 미군이 유럽 대륙에서 철수한 이후 영국이 북해와 대서양을 향한 소련의 공세를 방어한다는 시나리오인 두 번째 계획에서 똑같이 사용되었다. 1945년 영국 총선에서 이긴 영국 노동당은 이 계획을 무시했다.
언싱커블 작전 수립 연구는 냉전 시기 소련과의 전쟁 계획을 담은 최초의 비상 계획이다. 두 작전계획 모두 극비였고 1998년까지 전문이 대중에게 공개되지 않았으나 당시 소련의 영국 스파이였던 가이 버지스가 일부 세부사항을 소련 측에 입수해 보냈다.

## 작전 계획

### 공세 계획
작전의 초기 주요 목표는 "미국과 대영제국의 의지를 러시아에게 관철한다. 비록 두 국가의 '의지'가 폴란드에 대한 정당한 거래에 지나지 않는다 정의할 수 있으나 그렇다고 해서 군사적인 약속이 제한되지 않는다"라고 선언했다. 문서 전체에서 소련을 러시아로 지칭하는데 이는 냉전 시기 서방에서 흔히 사용하던 환유어이다.
참모장위원회는 전쟁 말기 유럽 전역에 배치된 소련군의 막대한 규모와 소련의 지도자 이오시프 스탈린을 신뢰할 수 없다는 인식이 있어 서방 연합군이 장악한 서유럽을 향한 소련의 위협이 도사린다는 군사적 의식이 있었다. 또한 당시 소련군은 일본군을 향한 공격도 시작하기 전이었어서 보고서의 가정 중 하나로 서방 연합군이 소련을 향한 적대행위를 시작할 시 소련이 대신 일본과 동맹을 맺는다는 가정도 있었다.
소련이 점령한 동유럽을 향한 연합국의 가설적인 침공 계획일은 1945년 영국 총선 나흘 전인 1945년 7월 1일로 예정되었다. 이 계획에서는 소련군 전선 한가운데 지역인 드레스덴 지역에 영국군과 미국 47개 사단을 동원하여 기습 공격한다고 가정했다. 이는 당시 영국군, 미군, 캐나다군 사령부가 가용한 100여개 사단의 거의 절반에 해당하는 수였다.
하지만 영국군 참모장위원회가 전쟁 발발이 예상되는 7월 1일까지 유럽과 중동 지역에서 소련 지상군의 사단 수가 2.5:1로 우세할 것으로 예상되어 이 계획은 군사적으로 실현 불가능하다고 분석했다. 대부분의 공세 작전은 미군과 영국군, 폴란드군, 그리고 포로로 잡혔다 재동원된 독일군 10개 사단이 수행할 예정이었다. 겨울이 시작되기 전까지 빠르게 성공하지 못하면 연합군은 장기간의 전면전을 치르게 되리란 평가가 지배적이었다. 1945년 5월 22일의 보고서에서는 공세 작전이 수행하기에 "너무 위험"하다고 간주했다.
아래 표는 언싱커블 작전 수행 당시 연합군의 추산에 따른 병력 비교 도표이다.
|            | 연합군 | 소련군 | 비율     |
| ---------- | ------ | ------ | -------- |
| 보병사단   | 80     | 228    | 1 : 2.85 |
| 기갑사단   | 23     | 36     | 1 : 1.57 |
| 전술항공기 | 6,048  | 11,802 | 1 : 1.95 |
| 전략항공기 | 2,750  | 960    | 2.86 : 1 |

### 방어 계획
1945년 6월 10일에는 처칠의 지시에 따라 "근미래에 러시아와 전쟁이 일어날 경우 브리튼 제도의 안보를 보장하기 위한 후속 조치"에 대한 후속 보고서가 작성되었다. 당시 미군은 태평양 전쟁으로 싸우고 있던 일본 제국의 본토 침공을 위해 유럽의 미군을 태평양 방면으로 재배치하고 있었고 처칠은 병력 감축으로 소련이 서유럽에서 공격할 수 있다는 강력한 이점을 얻게 될 걸 우려했다. 이 보고서에서는 미군이 태평양 지역에서만 교전할 경우 영국의 생각은 "공상적일 것"이라고 결론내렸다.
합동참모장본부는 유럽 대륙에 교두보를 유지하자는 처칠의 생각은 작전상 이점이 없다며 거부했다. 영국은 공군과 해군을 사용해 저항하나 대량의 로켓 공격이 올 것으로 예상했으며 이 때는 전략폭격 외에는 저항할 수 있는 수단이 없었다.

## 후속 논의
1946년 무렵에는 서방 연합군이 점령한 유럽 지역과 소련군이 점령한 지역 사이에서 갈등과 긴장이 발생하고 있었고 전면전으로도 갈 수 있는 위협이 있다 평가했다. 대표적인 분쟁 가능성 지역으로 현대의 크로아티아, 슬로베니아, 이탈리아로 분할된 동남유럽의 베네치아줄리아 지역이었고 1946년 8월 30일 영국군과 미군의 참모총장 간에 분쟁이 어떻게 전개될 수 있는지, 유럽에서 전쟁 수행을 위한 최선의 전략에 대한 비공식적인 논의가 이루어졌다. 여기서 유럽 지역에 교두보를 유지할지에 대한 문제가 논의되었는데 전쟁 시 드와이트 D. 아이젠하워는 이탈리아 방면보다는 영국보다 훨씬 더 가까운 저지대 국가 방면으로 후퇴해 교두보를 유지하자고 제안했다.

## 같이 보기
- 드롭샷 작전
- 파이크 작전
- 몰락 작전
- 토탈리티 계획
- 라인강까지 7일
- 소련의 공세 계획 논쟁

## 참고 문헌
- Costigliola, Frank (2011). 《Roosevelt's Lost Alliances: How Personal Politics Helped Start the Cold War》. Princeton University Press. 544쪽. ISBN 9780691121291.
- Hines, Sam. Operation Unthinkable. Its significance in the development of the Cold War (GRIN Verlag, 2016).
- Gibbons, Joel Clarke (2009). 《The Empire Strikes a Match in a World Full of Oil》. Bloomington, IN: Xlibris Corporation. 352쪽. ISBN 9781450008693.
- Lownie, Andrew (2016). 《Stalin's Englishman: The Lives of Guy Burgess》. London: Hodder and Stoughton. ISBN 978-1-473-62738-3.
- Norton-Taylor, Richard (2 October 1998) "Churchill plotted invasion of Russia" The Guardian
- Reynolds, David (2006). 《From World War to Cold War: Churchill, Roosevelt, and the International History of the 1940s》. Oxford: Oxford University Press. 376쪽. ISBN 978-0-19-928411-5.
- Ruane, Kevin (2016) Churchill and the Bomb in War and Cold War London: Bloomsbury Academic
- Walker, Jonathan (2013). 《Operation Unthinkable: The Third World War》. The History Press. 192쪽. ISBN 9780752487182.
- “Public Record Office, CAB 120/691/109040 "Operation Unthinkable: 'Russia: Threat to Western Civilization,'" British War Cabinet, Joint Planning Staff [Draft and Final Reports: 22 May, 8 June, and 11 July 1945]”. 1945년 8월 11일. 2010년 11월 16일에 원본 문서 (online photocopy)에서 보존된 문서. 2006년 5월 9일에 확인함 – Department of History, Northeastern University 경유.